# Andrine Sæther
Andrine Sæther, född 7 september 1964 i Oslo, är en norsk skådespelare, anställd vid Nationaltheatret från 1995, och tillhörde ledargruppen på Torshovteatret 1998–2000.
Hon har haft framträdande roller i Jon Fosses stycken Draum om hausten, Barnet och Dødsvariasjonar, Ibsen-roller som Regine i Gengangere, Bolette i Fruen fra Havet, Rita i Lille Eyolf och Dagny i Hærmændene paa Helgeland. I den klassiska repertoaren har hon också spelat Lisbeth i Ludvig Holbergs Erasmus Montanus, Varja i Anton Tjechovs Körsbärsträdgården och systern i August Strindbergs Till Damaskus. Hon har gjort stora moderna roller i Suzanne Ostens Flickan, mamman och soporna och i Caravan av Helen Blakeman.
Sæther filmdebuterade i en småroll i Are Kalmars Livredd (1997), och har på kort tid spelat en serie större roller i norsk film: den kvinnliga huvudrollen i Budbringeren (1997), Cecilie i Anne Holt-filmatiseringarna Blind gudinne (1997) och Saliga äro de som törstar (1997), samt huvudroller i kriminalfilmerna Cellofan – med døden til følge (1998) och Evas øye (1999). Hon var Sofies mor i filmatiseringen av Sofies värld (1999) och hade den kvinnliga huvudrollen i Amatörerna (2001). Hon fick strålande kritik för sin roll som Torunn Neshov i NRK:s Berlinerpopplarna (2007, Gullruten), en TV-dramatisering av Anne B. Ragdes romaner Berlinerpopplarna och Eremitkräftorna.

## Filmografi (urval)
- 1998 – Avsändare: Anonym (Cellofan - med døden til følge)
- 1999 – Sofies värld
- 2004 – Hawaii, Oslo
- 2007 – Berlinerpopplarna (TV-serie)
- 2024 – Drömmar